# Molino Dorino
Molino Dorino – stacja metra w Mediolanie, na linii M1. Jest to ostatnia stacja metra w Mediolanie i zlokalizowana jest pomiędzy stacjami San Leonardo a Pero. Została otwarta w 1986.